# Comuna Sîlcenkove, Talalaiivka
Sîlcenkove (în ucraineană Сильченкове) este o comună în raionul Talalaiivka, regiunea Cernihiv, Ucraina, formată din satele Sîlcenkove (reședința) și Slobidka.

## Demografie
Componența lingvistică a comunei Sîlcenkove
     Ucraineană (97,79%)
     Rusă (2,12%)
Conform recensământului din 2001, majoritatea populației comunei Sîlcenkove era vorbitoare de ucraineană (97,79%), existând în minoritate și vorbitori de rusă (2,12%).